# Campeonato Mundial de Hockey sobre Hielo Masculino de 2024
El LXXXVIII Campeonato Mundial de Hockey sobre Hielo Masculino se celebró en Praga y Ostrava (República Checa) entre el 10 y el 26 de mayo de 2024 bajo la organización de la Federación Internacional de Hockey sobre Hielo (IIHF) y la Federación Checa de Hockey sobre Hielo.
Un total de dieciséis selecciones nacionales compitieron por el título mundial, cuyo anterior portador era el equipo de Canadá, vencedor del Mundial de 2023.
El equipo de la República Checa conquistó el título mundial al derrotar en la final a la selección de Suiza con un marcador de 2-0. En el partido por el tercer lugar el conjunto de Suecia venció al de Canadá.

## Sedes
| Foto | Grupo          | Ciudad  | Instalación    | Capacidad |
| ---- | -------------- | ------- | -------------- | --------- |
|      | A y fase final | Praga   | O2 Arena       | 17 000    |
|      | B y fase final | Ostrava | Ostravar Aréna | 12 500    |

## Grupos
| Grupo A         | Grupo B        |
| --------------- | -------------- |
| Canadá          | Estados Unidos |
| Finlandia       | Alemania       |
| Suiza           | Suecia         |
| República Checa | Eslovaquia     |
| Dinamarca       | Letonia        |
| Noruega         | Francia        |
| Austria         | Kazajistán     |
| Reino Unido     | Polonia        |

## Primera fase
- Todos los partidos en la hora local de la República Checa (UTC+2).

Los primeros cuatro de cada grupo disputan los cuartos de final.

### Grupo A
| Equipo          | J | G | EG | EP | P | GF | GC | DG  | PTS |
| --------------- | - | - | -- | -- | - | -- | -- | --- | --- |
| Canadá          | 7 | 5 | 2  | 0  | 0 | 32 | 18 | +14 | 19  |
| Suiza           | 7 | 5 | 1  | 0  | 1 | 29 | 12 | +17 | 17  |
| República Checa | 7 | 4 | 1  | 2  | 0 | 26 | 14 | +12 | 16  |
| Finlandia       | 7 | 3 | 0  | 1  | 3 | 21 | 14 | +7  | 10  |
| Austria         | 7 | 2 | 0  | 1  | 4 | 21 | 29 | -8  | 7   |
| Noruega         | 7 | 2 | 0  | 0  | 5 | 15 | 25 | -10 | 6   |
| Dinamarca       | 7 | 2 | 0  | 0  | 5 | 15 | 29 | -14 | 6   |
| Reino Unido     | 7 | 1 | 0  | 0  | 6 | 12 | 30 | -18 | 3   |

- Resultados

| Fecha | Hora  | Partido¹        | Partido¹ | Partido¹        | Resultado |
| ----- | ----- | --------------- | -------- | --------------- | --------- |
| 10.05 | 16:20 | Suiza           | -        | Noruega         | 5-2       |
| 10.05 | 20:20 | República Checa | -        | Finlandia       | 1-0 TL    |
| 11.05 | 12:20 | Reino Unido     | -        | Canadá          | 2-4       |
| 11.05 | 16:20 | Austria         | -        | Dinamarca       | 1-5       |
| 11.05 | 20:20 | Noruega         | -        | República Checa | 3-6       |
| 12.05 | 12:20 | Finlandia       | -        | Reino Unido     | 8-0       |
| 12.05 | 16:20 | Dinamarca       | -        | Canadá          | 1-5       |
| 12.05 | 20:20 | Austria         | -        | Suiza           | 5-6       |
| 13.05 | 16:20 | Noruega         | -        | Finlandia       | 1-4       |
| 13.05 | 20:20 | Suiza           | -        | República Checa | 2-1 TL    |
| 14.05 | 16:20 | Dinamarca       | -        | Noruega         | 0-2       |
| 14.05 | 20:20 | Canadá          | -        | Austria         | 7-6 TE    |
| 15.05 | 16:20 | República Checa | -        | Dinamarca       | 7-4       |
| 15.05 | 20:20 | Suiza           | -        | Reino Unido     | 3-0       |
| 16.05 | 16:20 | Finlandia       | -        | Austria         | 2-3       |
| 16.05 | 20:20 | Canadá          | -        | Noruega         | 4-1       |
| 17.05 | 16:20 | Reino Unido     | -        | Dinamarca       | 3-4       |
| 17.05 | 20:20 | República Checa | -        | Austria         | 4-0       |
| 18.05 | 12:20 | Dinamarca       | -        | Suiza           | 0-8       |
| 18.05 | 16:20 | Canadá          | -        | Finlandia       | 5-3       |
| 18.05 | 20:20 | República Checa | -        | Reino Unido     | 4-1       |
| 19.05 | 16:20 | Noruega         | -        | Austria         | 1-4       |
| 19.05 | 20:20 | Suiza           | -        | Canadá          | 2-3       |
| 20.05 | 16:20 | Reino Unido     | -        | Noruega         | 2-5       |
| 20.05 | 20:20 | Finlandia       | -        | Dinamarca       | 3-1       |
| 21.05 | 12:20 | Austria         | -        | Reino Unido     | 2-4       |
| 21.05 | 16:20 | Canadá          | -        | República Checa | 4-3 TE    |
| 21.05 | 20:20 | Finlandia       | -        | Suiza           | 1-3       |

- (¹) – Todos en Praga.

### Grupo B
| Equipo         | J | G | EG | EP | P | GF | GC | DG  | PTS |
| -------------- | - | - | -- | -- | - | -- | -- | --- | --- |
| Suecia         | 7 | 7 | 0  | 0  | 0 | 35 | 9  | +26 | 21  |
| Estados Unidos | 7 | 5 | 0  | 1  | 1 | 37 | 16 | +21 | 16  |
| Alemania       | 7 | 5 | 0  | 0  | 2 | 34 | 24 | +10 | 15  |
| Eslovaquia     | 7 | 3 | 1  | 1  | 2 | 26 | 23 | +3  | 12  |
| Letonia        | 7 | 1 | 3  | 0  | 3 | 19 | 29 | -10 | 9   |
| Kazajistán     | 7 | 2 | 0  | 0  | 5 | 12 | 31 | -19 | 6   |
| Francia        | 7 | 1 | 0  | 1  | 5 | 13 | 26 | -13 | 4   |
| Polonia        | 7 | 0 | 0  | 1  | 6 | 11 | 29 | -18 | 1   |

- Resultados

| Fecha | Hora  | Partido¹       | Partido¹ | Partido¹       | Resultado |
| ----- | ----- | -------------- | -------- | -------------- | --------- |
| 10.05 | 16:20 | Eslovaquia     | -        | Alemania       | 4-6       |
| 10.05 | 20:20 | Suecia         | -        | Estados Unidos | 5-2       |
| 11.05 | 12:20 | Francia        | -        | Kazajistán     | 1-3       |
| 11.05 | 16:20 | Polonia        | -        | Letonia        | 4-5 TE    |
| 11.05 | 20:20 | Estados Unidos | -        | Alemania       | 6-1       |
| 12.05 | 12:20 | Eslovaquia     | -        | Kazajistán     | 6-2       |
| 12.05 | 16:20 | Letonia        | -        | Francia        | 3-2 TE    |
| 12.05 | 20:20 | Suecia         | -        | Polonia        | 5-1       |
| 13.05 | 16:20 | Estados Unidos | -        | Eslovaquia     | 4-5 TE    |
| 13.05 | 20:20 | Alemania       | -        | Suecia         | 1-6       |
| 14.05 | 16:20 | Kazajistán     | -        | Letonia        | 0-2       |
| 14.05 | 20:20 | Polonia        | -        | Francia        | 2-4       |
| 15.05 | 16:20 | Alemania       | -        | Letonia        | 8-1       |
| 15.05 | 20:20 | Eslovaquia     | -        | Polonia        | 4-0       |
| 16.05 | 16:20 | Kazajistán     | -        | Suecia         | 1-3       |
| 16.05 | 20:20 | Estados Unidos | -        | Francia        | 5-0       |
| 17.05 | 16:20 | Alemania       | -        | Kazajistán     | 8-2       |
| 17.05 | 20:20 | Polonia        | -        | Estados Unidos | 1-4       |
| 18.05 | 12:20 | Letonia        | -        | Suecia         | 2-7       |
| 18.05 | 16:20 | Alemania       | -        | Polonia        | 4-2       |
| 18.05 | 20:20 | Francia        | -        | Eslovaquia     | 2-4       |
| 19.05 | 16:20 | Estados Unidos | -        | Kazajistán     | 10-1      |
| 19.05 | 20:20 | Eslovaquia     | -        | Letonia        | 2-3 TL    |
| 20.05 | 16:20 | Suecia         | -        | Francia        | 3-1       |
| 20.05 | 20:20 | Kazajistán     | -        | Polonia        | 3-1       |
| 21.05 | 12:20 | Francia        | -        | Alemania       | 3-6       |
| 21.05 | 16:20 | Letonia        | -        | Estados Unidos | 3-6       |
| 21.05 | 20:20 | Suecia         | -        | Eslovaquia     | 6-1       |

- (¹) – Todos en Ostrava.

## Fase final
- Todos los partidos en la hora local de la República Checa (UTC+2).

|  | Cuartos de final | Cuartos de final |                 |        | Semifinales | Semifinales |        |                 | Final        | Final      |  |
|  | 23 de mayo       | 23 de mayo       |                 |        | 25 de mayo  | 25 de mayo  |        |                 | 26 de mayo   | 26 de mayo |  |
|  |                  |                  |                 |        |             |             |        |                 |              |            |  |
|  |                  |                  |                 |        |             |             |        |                 |              |            |  |
|  | Suecia TE        | 6                |                 |        |             |             |        |                 |              |            |  |
|  | Suecia TE        | 6                |                 |        |             |             |        |                 |              |            |  |
|  | Finlandia        | 3                |                 |        |             |             |        |                 |              |            |  |
|  | Finlandia        | 3                |                 | Suecia | 3           |             |        |                 |              |            |  |
|  |                  |                  |                 | Suecia | 3           |             |        |                 |              |            |  |
|  |                  |                  | República Checa | 7      |             |             |        |                 |              |            |  |
|  | Estados Unidos   | 0                | República Checa | 7      |             |             |        |                 |              |            |  |
|  | Estados Unidos   | 0                |                 |        |             |             |        |                 |              |            |  |
|  | República Checa  | 1                |                 |        |             |             |        |                 |              |            |  |
|  | República Checa  | 1                |                 |        |             |             |        | República Checa | 2            |            |  |
|  |                  |                  |                 |        |             |             |        | República Checa | 2            |            |  |
|  |                  |                  | Suiza           | 0      |             |             |        |                 |              |            |  |
|  | Canadá           | 3                | Suiza           | 0      |             |             |        |                 |              |            |  |
|  | Canadá           | 3                |                 |        |             |             |        |                 |              |            |  |
|  | Eslovaquia       | 1                |                 |        |             |             |        |                 |              |            |  |
|  | Eslovaquia       | 1                |                 | Canadá | 2           |             |        | Tercer lugar    | Tercer lugar |            |  |
|  |                  |                  |                 | Canadá | 2           |             |        | Tercer lugar    | Tercer lugar |            |  |
|  |                  |                  | Suiza TL        | 3      |             |             |        |                 |              |            |  |
|  | Suiza            | 2                | Suiza TL        | 3      |             |             | Suecia | 4               |              |            |  |
|  | Suiza            | 2                |                 |        |             |             | Suecia | 4               |              |            |  |
|  | Alemania         | 1                |                 |        |             |             |        |                 | Canadá       | 2          |  |
|  | Alemania         | 1                |                 |        |             |             |        |                 | Canadá       | 2          |  |
|  |                  |                  |                 |        |             |             |        |                 |              |            |  |

### Cuartos de final
| Fecha | Hora  | Partido¹       | Partido¹ | Partido¹        | Resultado |
| ----- | ----- | -------------- | -------- | --------------- | --------- |
| 23.05 | 16:20 | Canadá         | -        | Eslovaquia      | 6-3       |
| 23.05 | 16:20 | Suiza          | -        | Alemania        | 3-1       |
| 23.05 | 20:20 | Estados Unidos | -        | República Checa | 0-1       |
| 23.05 | 20:20 | Suecia         | -        | Finlandia       | 2-1 TE    |

- (¹) – El primero y el tercero en Praga, los otros dos en Ostrava.

### Semifinales
| Fecha | Hora  | Partido¹ | Partido¹ | Partido¹        | Resultado |
| ----- | ----- | -------- | -------- | --------------- | --------- |
| 25.05 | 14:20 | Suecia   | -        | República Checa | 3-7       |
| 25.05 | 18:20 | Canadá   | -        | Suiza           | 2-3 TL    |

- (¹) – Ambos en Praga.

### Tercer puesto
| Fecha | Hora  | Partido¹ | Partido¹ | Partido¹ | Resultado |
| ----- | ----- | -------- | -------- | -------- | --------- |
| 26.05 | 15:20 | Suecia   | -        | Canadá   | 4-2       |

- (¹) – En Praga.

### Final
| Fecha | Hora  | Partido¹        | Partido¹ | Partido¹ | Resultado |
| ----- | ----- | --------------- | -------- | -------- | --------- |
| 26.05 | 20:20 | República Checa | -        | Suiza    | 2-0       |

- (¹) – En Praga.

## Medallero
| República Checa | Suiza | Suecia |
| Ondřej Beránek Roman Červenka Lukáš Dostál Jakub Flek Radko Gudas Libor Hájek David Kämpf Ondřej Kaše Michal Kempný Jáchym Kondelík Jakub Krejčík Dominik Kubalík Tomáš Kundrátek Petr Mrázek Martin Nečas Ondřej Palát David Pastrňák Jan Rutta Lukáš Sedlák David Špaček Matěj Stránský David Tomášek Karel Vejmelka Daniel Voženílek Pavel Zacha | Andres Ambühl Sven Andrighetto Reto Berra Christoph Bertschy Kevin Fiala Michael Fora Leonardo Genoni Andrea Glauser Gaëtan Haas Fabrice Herzog Nico Hischier Ken Jäger Roman Josi Sven Jung Dean Kukan Philipp Kurashev Romain Loeffel Christian Marti Nino Niederreiter Tristan Scherwey Akira Schmid Sven Senteler Jonas Siegenthaler Dario Simion Calvin Thürkauf | Lukas Bengtsson Jonas Brodin André Burakovsky Rasmus Dahlin Joel Eriksson Ek Samuel Ersson Max Friberg Jesper Frödén Carl Grundström Filip Gustavsson Victor Hedman Tim Heed Pontus Holmberg Linus Johansson Marcus Johansson Erik Karlsson Adrian Kempe Isac Lundeström Victor Olofsson Marcus Pettersson Lucas Raymond Marcus Sörensen Felix Unger Sörum Jesper Wallstedt Fabian Zetterlund |
| Radim Rulík (seleccionador) | Patrick Fischer (seleccionador) | Sam Hallam (seleccionador) |

## Estadísticas

### Clasificación general
| 1. República Checa |
| 2. Suiza           |
| 3. Suecia          |
| 4. Canadá          |
| 5. Estados Unidos  |
| 6. Alemania        |
| 7. Eslovaquia      |
| 8. Finlandia       |
| 9. Letonia         |
| 10. Austria        |
| 11. Noruega        |
| 12. Kazajistán     |
| 13. Dinamarca      |
| 14. Francia        |
| 15. Reino Unido    |
| 16. Polonia        |

- () – Equipos que descienden a la división I.

### Máximos anotadores
| Núm. | Nombre           | Selección      | Goles | Asistencias | Puntos | Partidos jugados |
| ---- | ---------------- | -------------- | ----- | ----------- | ------ | ---------------- |
| 1    | Matt Boldy       | Estados Unidos | 6     | 8           | 14     | 8                |
| 2    | Kevin Fiala      | Suiza          | 7     | 6           | 13     | 8                |
| 2    | Brady Tkachuk    | Estados Unidos | 7     | 6           | 13     | 8                |
| 4    | Marcus Johansson | Suecia         | 6     | 6           | 12     | 9                |
| 5    | Roman Josi       | Suiza          | 3     | 9           | 12     | 10               |
| 6    | Dylan Cozens     | Canadá         | 9     | 2           | 11     | 10               |
| 7    | Nico Hischier    | Suiza          | 6     | 5           | 11     | 10               |
| 7    | Erik Karlsson    | Suecia         | 6     | 5           | 11     | 10               |
| 9    | André Burakovsky | Suecia         | 4     | 7           | 11     | 10               |
| 10   | Johnny Gaudreau  | Estados Unidos | 3     | 8           | 11     | 8                |

Fuente: 

### Mejores porteros
| Núm. | Nombre              | Equipo          | Paradas | Tiros | %       | Partidos jugados |
| ---- | ------------------- | --------------- | ------- | ----- | ------- | ---------------- |
| 1    | Leonardo Genoni     | Suiza           | 159     | 169   | 94,08 % | 7                |
| 2    | Lukáš Dostál        | República Checa | 200     | 213   | 93,90 % | 8                |
| 3    | Samuel Hlavaj       | Eslovaquia      | 161     | 174   | 92,53 % | 5                |
| 4    | Henrik Haukeland    | Noruega         | 142     | 155   | 91,61 % | 5                |
| 5    | Kristers Gudļevskis | Letonia         | 106     | 117   | 90,60 % | 4                |
| 6    | David Kickert       | Austria         | 114     | 126   | 90,48 % | 4                |
| 7    | Filip Gustavsson    | Suecia          | 131     | 145   | 90,34 % | 7                |
| 8    | Harri Säteri        | Finlandia       | 97      | 108   | 89,81 % | 5                |
| 9    | Philipp Grubauer    | Alemania        | 145     | 162   | 89,51 % | 6                |
| 10   | John Murray         | Polonia         | 116     | 131   | 88,55 % | 4                |

Fuente: 

### Equipo ideal
- Mejor jugador del campeonato —MVP—: Kevin Fiala ( Suiza).

| Posición | Nombre         | País            |
| -------- | -------------- | --------------- |
| Portero  | Lukáš Dostál   | República Checa |
| Defensor | Roman Josi     | Suiza           |
| Defensor | Erik Karlsson  | Suecia          |
| Atacante | Kevin Fiala    | Suiza           |
| Atacante | Dylan Cozens   | Canadá          |
| Atacante | Roman Červenka | República Checa |

Fuente: 